# Rhododendron tomentosum
Rhododendron tomentosum Harmaja, 1990 è una pianta da fiore della famiglia delle Ericacee, diffusa nell'emisfero settentrionale.